# Nevados de Chillán
Nevados de Chillán è un gruppo di stratovulcani delle Ande, in Cile, ed è uno dei più attivi vulcani della regione.
Consiste di tre picchi: 
- Cerro Blanco a nordovest, 3212 m
- Volcan Viejo a sudest, 3122 m
- Volcàn Nuevo al centro, 3186 m.

Il Volcàn Viejo era il cratere attivo principale tra il XVII e il XIX secolo.